# Margonia
Margonia is een geslacht van spinnen uit de familie wolfspinnen (Lycosidae).

## Soorten
De volgende soorten zijn bij het geslacht ingedeeld:
- Margonia himalayensis (Gravely, 1924)